# Josep Cirera i Soler
Josep Cirera i Soler (Sant Llorenç de Morunys, Solsonès 1884 - Barcelona 1940), mestre, advocat i polític. Fundador d'Unió Democràtica de Catalunya.

## Biografia
Format al seminari de Solsona, mestre a Cardona tot estudiant dret. Un cop llicenciat exercí d'advocat a Berga. Manresa i Barcelona.
Ideològicament proper als posicionaments polítics carlins. Publica articles d'opinió a Seny i al diari Pàtria de Manresa. Així com, el 1921, a Catalunya Social.
La Dictadura de Primo de Rivera el determinà a la defensa dels drets cívics i la catalanitat.
Les oposicions de la Comunió Tradicionalista, el 1931, vers l'elaboració de l'Estatut de Catalunya l'allunyen del carlisme. Poc temps després seria un dels fundadors de la Unió Democràtica de Catalunya.
En aquests anys s'accentuen el dos grans àmbits que focalitzaran el seu interès i atenció: la qüestió social i l'educació.
Així amb Pau Romeva redactà la ponència “Els problemes de l'ensenyament i de la consciència” per al congrés del seu partit de 1932. S'oposarà al creixent moviment per l'escola laica i única que defensa el govern de la Generalitat republicana i a la política del govern central de prohibir l'ensenyament a les congregacions religioses. Arguments que aplegarà a la seva monografia La lògica i els fets davant l'escola única i laica.
Pel que fa a l'altra gran preocupació de Cirera i Soler, en el primer congrés d'Unió Democràtica de Catalunya dedicat als problemes socials denunciarà que massa vegades el catolicisme no passa més enllà de la perifèria en aquesta qüestió. Fet que l'obrerisme percep com la defensa del sistema econòmic vigent. També denuncia la injusta distribució de la riquesa.
Tot i que la salut i la mort de la seva esposa l'allunyà de la vida pública el 1935, no deixà de publicar a El Temps articles com “El capitalisme i el comunisme, enemics de la llibertat i la justícia” o “Vers un nou ordre social”.
Amb l'esclat revolucionari en resposta al cop d'estat militar de 1936, és detingut pels anarquistes i empresonat a Sant Elies. Alliberat es refugia a França el 1937 i resideix a Paris on treballa com a professor. Allà entra en contacte amb grups que difonien el pensament social cristià. Posteriorment es trasllada a Tours.
Amb molt escassa salut retorna a Barcelona, on morí l'abril de 1940.

## Publicacions
- Aritmètica fàcil i senzilla feta especialment per a ús dels obrers. Barcelona: J. Horta, 1912.
- Conferències socials donades a "Unió Democràtica de Catalunya". Sl: sn, 1932.
- La lògica i els fets davant l'escola única i laica. Barcelona: Federació Catalana de l'Ensenyament Lliure, 1933.
- Els Problemes socials: text de la doctrina que en matèria social sustenta Unió Democràtica de Catalunya. Sl: Unió Democràtica de Catalunya, 1933.